# Moïse (film)
Pour les articles homonymes, voir Moïse (homonymie).
Pour plus de détails, voir Fiche technique et Distribution.
Moïse (italien : Mosè, la legge del deserto ; anglais : Moses the Lawgiver) est un film épique britanno-italien réalisé par Gianfranco De Bosio et sorti en 1974. Il s'agit d'un film biographique sur Moïse, le prophète le plus important de la Bible hébraïque, apparu dans le Livre de l'Exode.
Le film est sorti dans une version cinématographique de 141 minutes, mais également dans une version télévisée en sept épisodes longue de 394 minutes (6 h 34).

## Synopsis
Depuis des générations, les descendants des Israélites immigrés à l'époque de Joseph vivent en Égypte, sont féconds et se multiplient. Le pharaon Ramsès II, inquiet de voir les Israélites devenir trop nombreux, réduit dans un premier temps le peuple en esclavage et, dans un second temps, fait noyer leurs nouveau-nés dans le Nil. Le nouveau-né d'Amram et de Yokébed survit, car sa sœur Myriam le cache dans un panier d'osier pour le soustraire aux soldats du pharaon et l'abandonne dans le Nil, où la fille du pharaon le trouve. La princesse donne à l'enfant le nom de Moïse et l'élève comme son fils dans son palais. Une vingtaine d'années plus tard, Moïse est confronté à l'esclavage des Israélites et tue involontairement un gardien égyptien, ce qui l'oblige à fuir les Égyptiens dans le désert du Sinaï, après une brève rencontre avec sa famille.
Il y trouve refuge auprès de la tribu nomade de Jéthro et épouse sa fille Séphora, qui donne naissance à leur fils Gershom. Moïse travaille comme berger pour Jéthro. De nombreuses années se sont écoulées lorsqu'un jour, Moïse voit apparaître un buisson d'épines enflammé et entend la voix de Dieu lui demandant de faire sortir le peuple d'Israël de l'esclavage en Égypte et de le conduire en Canaan, la terre promise aux Israélites. Moïse suit les instructions et retourne en Égypte où, soutenu par son frère Aaron, il demande au nouveau pharaon Mérenptah de laisser partir les Israélites. Devant le refus répété de ce dernier, les dix plaies s'abattent sur le pays. Le pharaon finit par laisser partir les Israélites, mais les poursuit par la suite, ce qui entraîne l'ouverture de la mer pour permettre le passage de la mer Rouge et la fuite des Israélites.
Pour les Israélites vivant dans l'Égypte fertile, la marche et la vie dans le désert du Sinaï constituent un nouveau défi. La faim, la soif, la privation et la violence de peuples ennemis comme les Amalécites provoquent une inquiétude et une résistance croissantes du peuple envers Moïse. Alors que ce dernier reste longtemps sur le mont Sinaï, où Dieu lui inculque les Dix Commandements, des troubles éclatent et poussent Aaron à fabriquer l'image du veau d'or, mais cela ne fait qu'aggraver la situation. Lorsque Moïse revient, il prend des mesures sévères contre les fautifs, sans toutefois demander des comptes à Dathan, le véritable tireur de ficelles. Face aux défis que représenterait une invasion de Canaan, déjà peuplée par d'autres peuples, les troubles éclatent à nouveau et le mouvement d'opposition dirigé par Dathan veut retourner en Égypte, ce qui est empêché par une punition divine.
Les Israélites restent quarante ans dans le désert du Sinaï et du Néguev avant de finalement franchir le Jourdain et d'entrer dans le pays de Canaan sous la direction de Josué. Moïse ne vit pas cela, il meurt juste avant que les Israélites ne traversent le Jourdain.

## Fiche technique
- Titre français : Moïse ou Moïse, les dix commandements[1]
- Titre original italien : Mosè, la legge del deserto ou Mosè[2]
- Titre anglais : Moses the Lawgiver[3]
- Réalisation : Gianfranco De Bosio
- Scénario : Anthony Burgess, Vittorio Bonicelli (it), Bernardino Zapponi, Gianfranco De Bosio
- Photographie : Marcello Gatti
- Montage : Peter Boita, Mario Bava, Alberto Gallitti, Gerry Hambling
- Musique : Ennio Morricone
- Production : Bernard J. Kingham, Vincenzo Labella
- Société de production : Incorporated Television Company (Londres) - Rai (Rome)
- Pays de production :  Royaume-Uni -  Italie
- Langue originale : anglais, Italien
- Format : couleurs par Technicolor - 1,33:1 - Son mono - 35 mm
- Genre : biographie religieuse, film épique
- Durée : 141 minutes (version cinéma) ; 394 minutes (version télévision)
- Dates de sortie : 
  - Royaume-Uni : 28 janvier 1974
  - Italie : 22 décembre 1974

## Distribution
- Burt Lancaster (VF : René Arrieu) : Moïse
- Anthony Quayle : Aaron
- Ingrid Thulin : Myriam
- Irène Papas : Séphora
- Aharon Ipale : Josué
- Yosef Shiloach : Dathan
- Marina Berti : Élishéba
- Shmuel Rodensky : Jéthro
- Mariangela Melato : la princesse Bithiah
- Laurent Terzieff : pharaon Mérenptah
- Michele Placido : Caleb
- Antonio Piovanelli : Coré
- Jacques Herlin : le magicien
- Umberto Raho et José Quaglio : les deux ministres du Pharaon
- Melba Englander : l'épouse de Merneptah
- Marco Steiner : le jeune Merneptah
- William Lancaster : le jeune Moïse
- Galia Kohn : la jeune Myriam
- Mosko Alkalai : Amram
- Dina Doron : Yokébed
- Simonetta Stefanelli : Cozbi
- Yossi Werzansky : Éléazar
- Richard Johnson : Narrateur

## Production
Il s'agit d'une coproduction ITC/RAI tournée à Rome, en Israël et au Maroc. Le scénario a été écrit par Anthony Burgess, d'après le Livre de l'Exode, qui raconte la vie du héros et prophète biblique. Le pharaon de l'Exode n'est pas Ramsès II, comme dans la tradition cinématographique, mais son successeur Mérenptah.
Tout comme Fraser, le fils de Charlton Heston, a joué le rôle de l'enfant Moïse dans la production hollywoodienne de 1956 des Dix Commandements, Bill, le fils de Burt Lancaster, crédité sous le nom de William Lancaster, a joué le rôle de Moïse jeune dans ce film.
Le gouvernement italien a suggéré au producteur de la série, Lew Grade, de rencontrer le pape Paul VI, ce qu'il a fait sur l'insistance de sa femme. Grade et sa femme Kathie ont eu une audience privée avec Paul, qui leur a fait part de sa satisfaction à l'égard du film et leur a offert son soutien à des fins publicitaires. Paul suggère à Grade que son prochain film s'intitule In the footsteps of Jesus, suggestion du pape qui aboutit à la mini-série Jésus de Nazareth (1977) de Franco Zeffirelli, où l'on retrouve nombre des scénaristes, acteurs et membres de l'équipe de ce film-ci.

## Bande originale
Le thème de Moïse a été composé par Ennio Morricone ; la musique originale a été interprétée par Gianna Spagnulo et Coro e Orchestra dell'Unione Musicisti Romani.